# Koson
Koson' (ukrajinsky Косонь, maďarsky Mezőkaszony) je obec v okrese Berehovo v Zakarpatské oblasti Ukrajiny. Česky a slovensky se obec dříve nazývala Kosyno. Železniční stanice na železniční trati Baťovo – Korolevo má název Kosyny.
V roce 2001 žilo v Kosonu 2 338 obyvatel.
V Kosonu je od 19. září 2019 sídlo jednotného územního společenství (ukrajinsky Косоньська сільська громада), do kterého patří Koson a tyto další obce:
| Přepis do latinky | Název obce v cyrilici |
| Heten             | Гетен                 |
| Kaštanovo         | Каштаново             |
| Male Popovo       | Мале Попово           |
| Popovo            | Попово                |
| Rafajnovo         | Рафайново             |
| Zapsoň            | Запсонь               |
| Šom               | Шом                   |

## Historie
Na území Kosina byly nalezeny tetradrachmy římských císařů. Jméno obce (které mělo takové obměny jako Kozun, Kosyno, Kosyny, maďarsky - Mezekoson) souvisí se jménem svaté Kateřiny. Název obce se vyskytuje v různých obměnách, např. Kassan se objevuje v listině z roku 1332, Kozun v roce 1335; její hranice byly potvrzeny v listině z roku 1398. Obyvatelstvo se zabývalo pěstováním vinné révy a obilovin, pasením prasat v okolních dubových lesích, rybolovem v četných jezerech a bažinách. V roce 1566 obec utrpěla ničivý nájezd krymských Tatarů. V roce 1595 se obnovená osada stala centrem reformované farnosti, v roce 1600 byla u kostela otevřena první škola.
Do uzavření Trianonské smlouvy byla obec součástí Uherska, poté pod názvem Kosyno součástí Československa. Za první československé republiky zde byl obecní notariát, četnická stanice a poštovní úřad. Od roku 1945 byla obec součástí Ukrajinské sovětské socialistické republiky, která byla součástí SSSR. Od roku 1991 je obec součástí nezávislé Ukrajiny.

## Turismus
U okraje obce je několik vrtů minerální termální vody. U těchto zdrojů je turistický a rekreační areál "Kosyno", . který se nachází v dubovém háji 1,5 km od obce. Termální voda se získává z vrtů hlubokých 1200 metrů. Mineralizace vody je 24 %. Teplota vody na výstupu je 42 stupňů.